# Уорд, Стивен (футболист)
Сти́вен Ро́берт Уо́рд (ирл. Stephen Robert Ward; 20 августа 1985, Дублин) — ирландский футболист, левый защитник. Экс-игрок сборной Ирландии.

## Карьера

### Клубная
Первым профессиональным клубом Стивена Уорда стал дублинский «Богемианс», за который футболист выступал в 2003—2006 годах. Всего в чемпионатах Ирландии Уорд сыграл за «Богемианс» 93 матча и отметился 26 забитыми голами, после чего перешёл в английский клуб «Вулверхэмптон Уондерерс», подписав с «волками» контракт на 2,5 года.
Начало карьеры в новой команде получилось для Уорда успешным: в первых 6 матчах он забил 3 гола и был признан лучшим игроком февраля в чемпионшипе. В сезоне 2007/08 Уорд сыграл за «Вулверхэмптон» 26 игр и не забил ни одного гола. В сезоне 2008/09 Уорд стал играть на новой для себя позиции левого защитника и помог команде выйти в Премьер-лигу. Первая игра футболиста в АПЛ состоялась 15 августа 2009 года. В том матче «Вулверхэмптон» уступил «Вест Хэму» со счётом 0:2. Всего в дебютном в Премьер-лиге сезоне Уорд принял участие в 22 матчах команды. В следующем сезоне Уорд стал играть чаще, в общей сложности проведя за «волков» 34 встречи в АПЛ. В этом же сезоне забил первый свой гол в Премьер-лиге и принёс своему клубу выездную победу над «Ливерпулем» со счётом 1:0. 12 ноября продлил контракт с «Вулверхэмптоном» до лета 2015 года. В сезоне 2011/12 сыграл во всех 38 играх Премьер-лиги, а его команда заняла последнее место и спустя три года вернулась в чемпионшип.
15 августа 2014 года Стивен Уорд покинул стан «волков» и подписал трехлетний контракт с клубом «Бернли».

### В сборной
Выступал за молодёжную сборную Ирландии. 24 мая 2011 года дебютировал в главной сборной Ирландии в игре Кубка наций 2011 против Северной Ирландии и забил победный гол.
7 мая 2012 года главный тренер сборной Ирландии Джованни Трапаттони включил Уорда в заявку на Евро 2012. На турнире Уорд принял участие во всех трёх играх своей сборной.

## Статистика

### В сборной
| Матчи и голы Уорда за сборную Ирландии | Матчи и голы Уорда за сборную Ирландии | Матчи и голы Уорда за сборную Ирландии | Матчи и голы Уорда за сборную Ирландии | Матчи и голы Уорда за сборную Ирландии | Матчи и голы Уорда за сборную Ирландии |
| -------------------------------------- | -------------------------------------- | -------------------------------------- | -------------------------------------- | -------------------------------------- | -------------------------------------- |
| №                                      | Дата                                   | Оппонент                               | Счёт                                   | Голы                                   | Соревнование                           |
| 1                                      | 24 мая 2011                            | Северная Ирландия                      | 5-0                                    | 1                                      | Кубок наций 2011                       |
| 2                                      | 29 мая 2011                            | Шотландия                              | 1-0                                    | -                                      | Кубок наций 2011                       |
| 3                                      | 7 июня 2011                            | Италия                                 | 2-0                                    | -                                      | Товарищеский матч                      |
| 4                                      | 10 августа 2011                        | Хорватия                               | 0-0                                    | -                                      | Товарищеский матч                      |
| 5                                      | 2 сентября 2011                        | Словакия                               | 0-0                                    | -                                      | Отборочные матчи ЧЕ-2012               |
| 6                                      | 6 сентября 2011                        | Россия                                 | 0-0                                    | -                                      | Отборочные матчи ЧЕ-2012               |
| 7                                      | 7 октября 2011                         | Андорра                                | 2-0                                    | -                                      | Отборочные матчи ЧЕ-2012               |
| 8                                      | 11 ноября 2011                         | Эстония                                | 4-0                                    | -                                      | Отборочные матчи ЧЕ-2012               |
| 9                                      | 15 ноября 2011                         | Эстония                                | 1-1                                    | 1                                      | Отборочные матчи ЧЕ-2012               |
| 10                                     | 29 февраля 2012                        | Чехия                                  | 1-1                                    | -                                      | Товарищеский матч                      |
| 11                                     | 26 мая 2012                            | Босния и Герцеговина                   | 1-0                                    | -                                      | Товарищеский матч                      |
| 12                                     | 4 июня 2012                            | Венгрия                                | 0-0                                    | -                                      | Товарищеский матч                      |
| 13                                     | 10 июня 2012                           | Хорватия                               | 1-3                                    | -                                      | Финальные матчи ЧЕ-2012                |
| 14                                     | 14 июня 2012                           | Испания                                | 0-4                                    | -                                      | Финальные матчи ЧЕ-2012                |
| 15                                     | 18 июня 2012                           | Италия                                 | 0-2                                    | -                                      | Финальные матчи ЧЕ-2012                |
| 16                                     | 7 сентября 2012                        | Казахстан                              | 2-1                                    | -                                      | Отборочные матчи ЧМ-2014               |
| 17                                     | 12 октября 2012                        | Германия                               | 1-6                                    | -                                      | Отборочные матчи ЧМ-2014               |

Итого: 17 матчей / 2 гола; 7 побед, 6 ничьих, 4 поражения.

## Достижения

### Командные
«Вулверхэмптон Уондерерс»
- Чемпионат Футбольной лиги
  - Чемпион (1): 2008/09

 Сборная Ирландии
- Кубок наций
  - Обладатель (1): 2011